# Обращаемые фотоматериалы
Обраща́емые фотоматериа́лы — светочувствительные материалы (фотоплёнка, киноплёнка, фотобумага), позволяющие после лабораторной обработки получать готовое позитивное изображение непосредственно на материале, на который проводилась съёмка, в отличие от негативно-позитивного процесса, требующего печати позитива на другом фотоматериале. В старых советских источниках употребляется термин обратимые фотоматериалы.

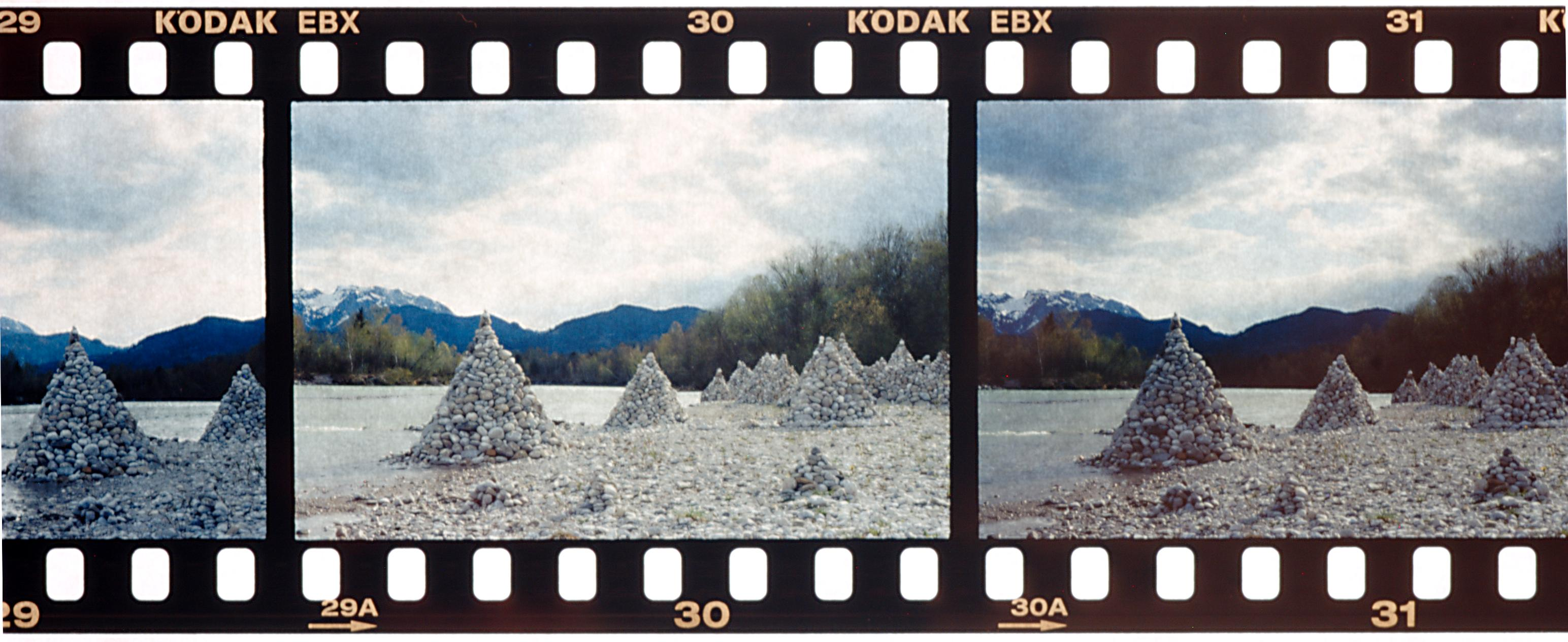
Отрезок проявленной цветной обращаемой фотоплёнки

## Историческая справка
Процесс обращения был изобретён практически сразу после появления первых желатиносеребряных фотоматериалов. Позитивное изображение могло быть получено на любом негативном материале, если отложить процесс фиксирования. Восстановленное металлическое серебро при этом отбеливается, а оставшийся в эмульсии галогенид серебра засвечивается и проявляется вторично, образуя оптические плотности в тенях изображения. Технология получила распространение среди кинолюбителей, упрощая и удешевляя производство фильмов, однако наиболее важную роль сыграла в цветной фотографии.
Первым массовым цветным фотопроцессом был автохромный, запатентованный братьями Люмьер в 1907 году и также основанный на обращении чёрно-белых фотопластинок с нанесённым крахмальным цветоделительным растром. Для кинематографа, требующего фотоматериал на гибкой подложке, был разработан вариант автохромного процесса «Дюфайколор» с линейными растрами. До середины 1930-х годов автохром и лентикулярные киноплёнки оставались единственными коммерческими технологиями цветной фотографии, пока не появились многослойные плёнки, первые из которых также были обращаемыми. Первым успеха добился венгерский учёный Бела Гаспар, запатентовавший в 1933 году фотоматериал под торговым названием «Гаспарколор». Цветное позитивное изображение получалось в многослойной плёнке химическим обесцвечиванием азокрасителей, уже добавленных в зонально-чувствительные эмульсионные слои в процессе изготовления. Однако, низкая светочувствительность не позволяла использовать такую плёнку для съёмки, и она оказалась пригодной только для печати фильмокопий с чёрно-белых цветоделённых негативов. В дальнейшем технология получила коммерческий успех в прямопозитивных фотоматериалах типа Ilfochrome. Первая цветная обращаемая плёнка Kodachrome, пригодная для съёмки, была выпущена в 1935 году американской компанией Eastman Kodak. Практически одновременно в Германии появился Agfacolor, также пригодный для получения цветного позитивного изображения непосредственно на фотоматериале, использованном для съёмки. 
Agfa, в отличие от Kodachrome с переносом диффундирующих красителей из проявителя, была первым хромогенным фотоматериалом. Она содержала цветообразующие компоненты непосредственно в светочувствительных слоях, что существенно упрощало лабораторную обработку. Благодаря отсутствию стадии промежуточного копирования, обращаемые плёнки были непревзойдённым по качеству источником журнальных иллюстраций вплоть до появления цифровой фотографии в конце 1990-х — начале 2000-х годов. А с развитием массового кинолюбительства в конце 1940-х годов обращаемые киноплёнки заняли своё прочное место в любительских кинокамерах вплоть до их вытеснения видеокамерами.

## Применение

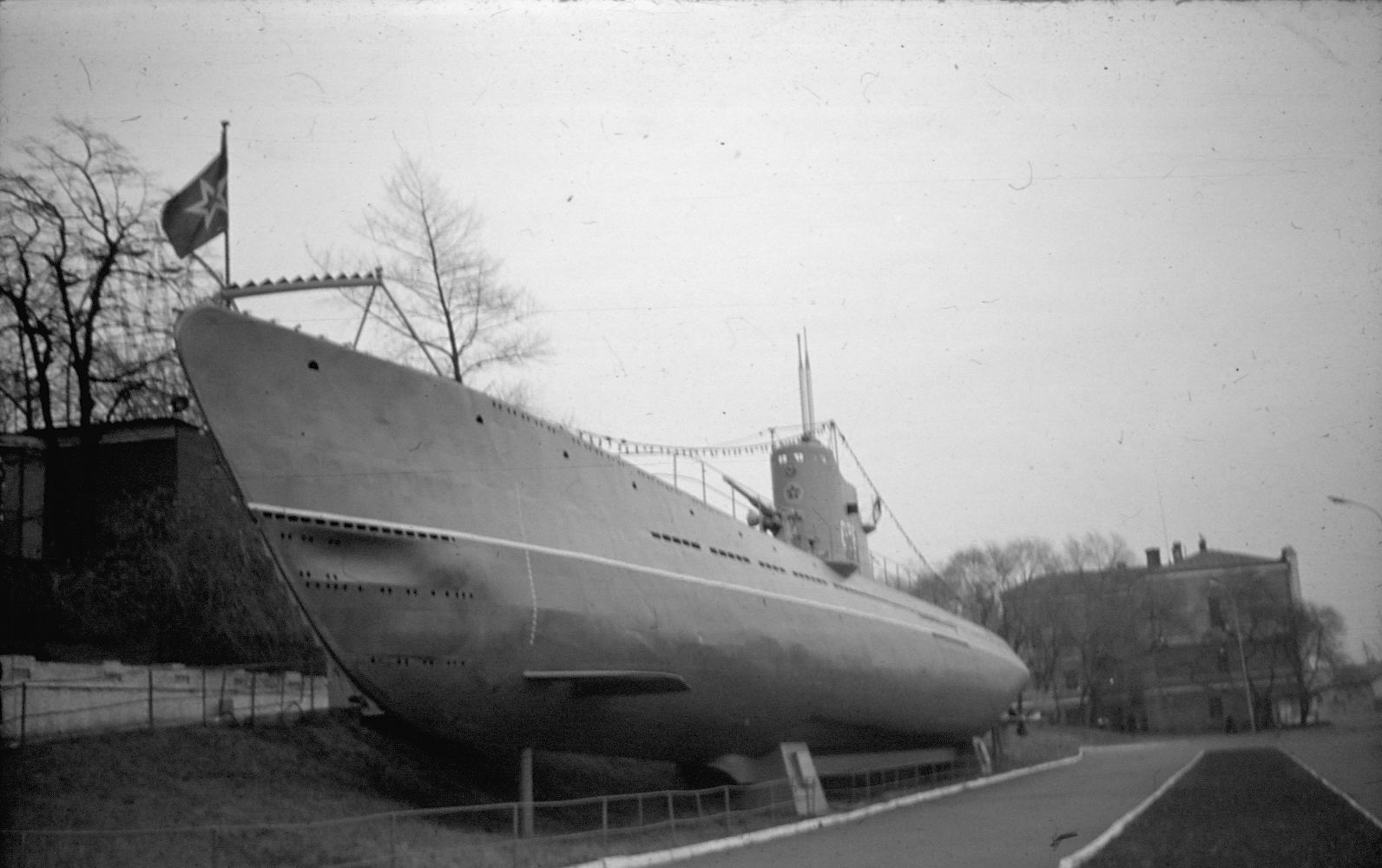
Чёрно-белый слайд, снятый на обращаемую
фотоплёнку ОЧ-45
Подводная лодка С-56, Владивосток, 1978 год

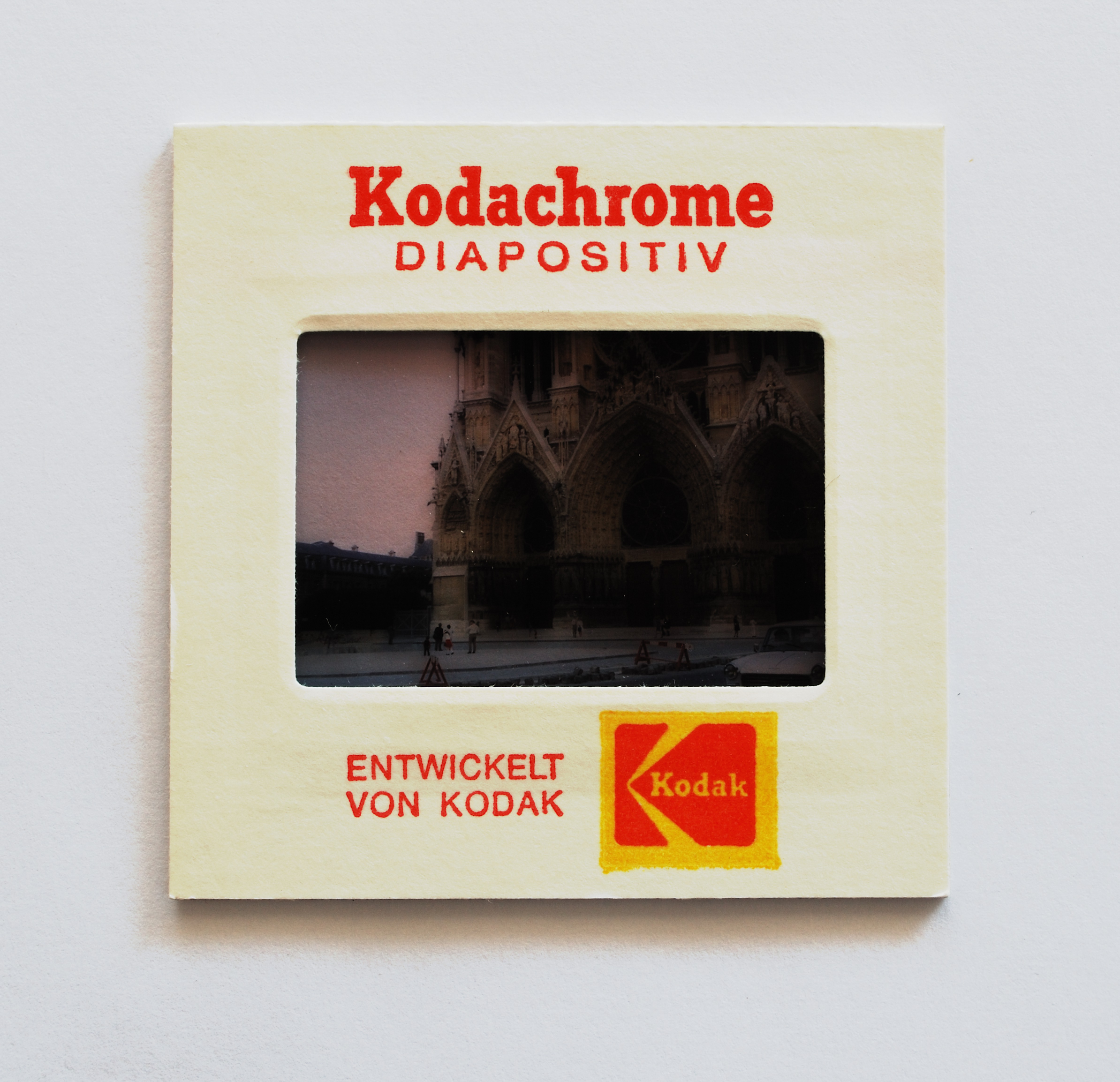
Цветной слайд на плёнке «Kodachrome» в фирменной рамке

Обращаемые кино- и фотоплёнки широко применялись до начала 1990-х годов в любительском кинематографе, телевидении и в полиграфии для получения высококачественных цветных фотографий. Также в фотолюбительской практике широкое распространение получило создание слайд-шоу из отдельных слайдов, изготовляемых на обращаемой фотоплёнке. Обращаемые фотобумаги использовались для фотопечати непосредственно с позитива, позволяя сразу же получать позитивное изображение. Из-за сложности лабораторной обработки обращаемые фотобумаги широкого распространения не получили.
Обращаемыми являются некоторые сорта контратипных плёнок, позволяющие получать дубльнегатив непосредственно с оригинального негатива фильма. Такие плёнки сокращают количество промежуточных копий при тиражировании цветных кинокартин, повышая качество изображения, и активно использовались некоторое время в классической «оптической» технологии кинопроизводства. В дальнейшем от них отказались в пользу двухступенчатого контратипирования.
Обращаемые фотоматериалы бывают цветными и чёрно-белыми и позволяют получать изображение более высокого качества, чем в традиционном негативно-позитивном процессе. Особенно это касается цветных плёнок вследствие однократного цветоделения в процессе получения изображения, по сравнению с двукратным в негативе и в позитиве. До появления цифровой фотографии слайды на цветной обращаемой плёнке были единственным источником высококачественного цветного изображения для полиграфии.
Единственный и существенный недостаток обращаемых фотоматериалов — возможность получения слайда или фильма в единственном экземпляре. Получение копий возможно путём последовательной печати промежуточного негатива и дубльпозитива, или на специальной обращаемой плёнке, например ORWOCHROM UD-1 или UD-2. Для фотоаппаратов выпускались специальные приставки для копирования слайдов, которые включали фокусировочный мех и держатель оригинала с молочным светорассеивателем. Печать копии с обращаемой киноплёнки требовала кинокопировального аппарата и велась через подложку для получения прямого изображения.
Свойство обращаемых киноплёнок сокращать время готовности отснятого материала к просмотру нашло широкое применение на телевидении при съёмке новостных репортажей. Несмотря на бо́льшую продолжительность лабораторной обработки, обращаемые киноплёнки исключали процесс сушки негатива и печати, позволяя сократить время между съёмкой и показом сюжета в эфире телекинопроектором. По этой же причине обращаемая киноплёнка часто использовалась в кинорегистраторах видеосигнала. В практике кинолюбителей применение обращаемой киноплёнки позволяло многократно удешевить получение готового фильма по сравнению с профессиональным кинематографом, требующим для получения позитивного изображения кинокопировальный аппарат и последующую лабораторную обработку позитивной киноплёнки.
Традиционный негативно-позитивный фотопроцесс предусматривает получение в результате съёмки негативного изображения на негативном фотоматериале, с последующим получением позитивного изображения на позитивном при помощи контактной или оптической печати. В кинематографе для печати применяются кинокопировальные аппараты, слишком дорогостоящие для любительского кино. Поэтому, обращаемая киноплёнка, позволяющая получать фильм непосредственно на носителе и требующая однократной проявки, к середине 1950-х годов полностью вытеснила негативно-позитивный процесс из любительского кино. Недостаток — в любительских условиях получалась только одна копия фильма (т. н. «уникат»).
В 1990-е годы в связи с широким распространением любительских и профессиональных видеокамер и видеомагнитофонов выпуск обращаемых киноплёнок был существенно сокращён. С появлением цифровой фотографии в начале 2000-х был практически свёрнут выпуск обращаемых фотоплёнок. 22 июня 2009 года Kodak объявил о прекращении выпуска самой известной плёнки Kodachrome, ссылаясь на снижение спроса. В настоящее время обращаемые киноплёнки ограниченно используются при производстве видеоклипов, телерекламы и в малобюджетном независимом кинематографе.

## Отличие от других фотоматериалов
Обращаемые фотоматериалы отличаются от негативных более высоким коэффициентом контрастности, равным 1, по сравнению с 0,65 — 0,8 у негативных материалов. Это вызвано необходимостью передачи диапазона яркостей объекта съёмки без искажений. Позитивные фотоматериалы обладают более высоким коэффициентом контрастности, равным 1,5 — 2, необходимым для получения нормального изображения с относительно малоконтрастного негатива. В отличие от обращаемого процесса, негативно-позитивный обладает бо́льшей фотографической широтой и позволяет исправлять в процессе печати ошибки экспозиции и цветопередачи, допущенные во время съёмки. Изображение, получаемое на обращаемой плёнке, практически не поддается исправлению, поэтому при съёмке требования к точности экспонометрии и измерения цветовой температуры источников освещения многократно возрастают. Ещё одна особенность обращаемых фотоматериалов заключается в более мелкой зернистости по сравнению с негативными плёнками той же светочувствительности.
Практически любой обращаемый фотоматериал можно обработать по негативному процессу, получая негатив. В отличие от негатива, получаемого на негативной плёнке, такой негатив обеспечивает после печати более контрастное и насыщенное изображение со слегка искажёнными цветами вследствие несоответствия фотографических характеристик фотоэмульсии. Такой способ обработки цветной обращаемой плёнки получил название «кросспроцесс» и использовался некоторыми фотографами в качестве художественного приёма. С таким же успехом возможна обработка негативных и позитивных фотоматериалов по обращаемому процессу, однако, получаемое в результате изображение будет иметь непривычный контраст, делающий фильм или слайд непригодными.
Цветные обращаемые плёнки, в отличие от цветных негативных, дают готовое цветное изображение и не допускают цветовой коррекции в процессе печати. Поэтому при профессиональной съёмке на цветную обращаемую плёнку необходимо точное соблюдение цветовой температуры источников освещения, которая должна совпадать с цветовым балансом плёнки. В противном случае для получения качественного изображения необходимо применение конверсионных светофильтров, изменяющих спектральный состав света. Цветные обращаемые плёнки выпускаются для двух основных типов освещения — «дневные» — сбалансированные для цветовой температуры 5600 K и «вечерние» — предназначенные для съёмки при лампах накаливания с цветовой температурой 3200 K. Отечественные плёнки для дневного света в обозначении имели индекс «Д», для ламп накаливания — «Л» или «ЛН». Западная система обозначений для «вечерних» плёнок предусматривала индекс «T» (англ. tungsten), «дневные» никак не обозначались. Цветные негативные плёнки в большинстве случаев сбалансированы для промежуточной цветовой температуры 4500 K вследствие возможности коррекции цвета при печати.
В отличие от цветных негативных киноплёнок, обращаемые не имели никаких масок или окрашивающих слоёв. Подложка всех обращаемых фотоматериалов изготавливалась особо прозрачной, в отличие от негативных плёнок, допускающих использование основы, обладающей оптической плотностью или окрашенной.

## Ассортимент обращаемых фотокиноплёнок

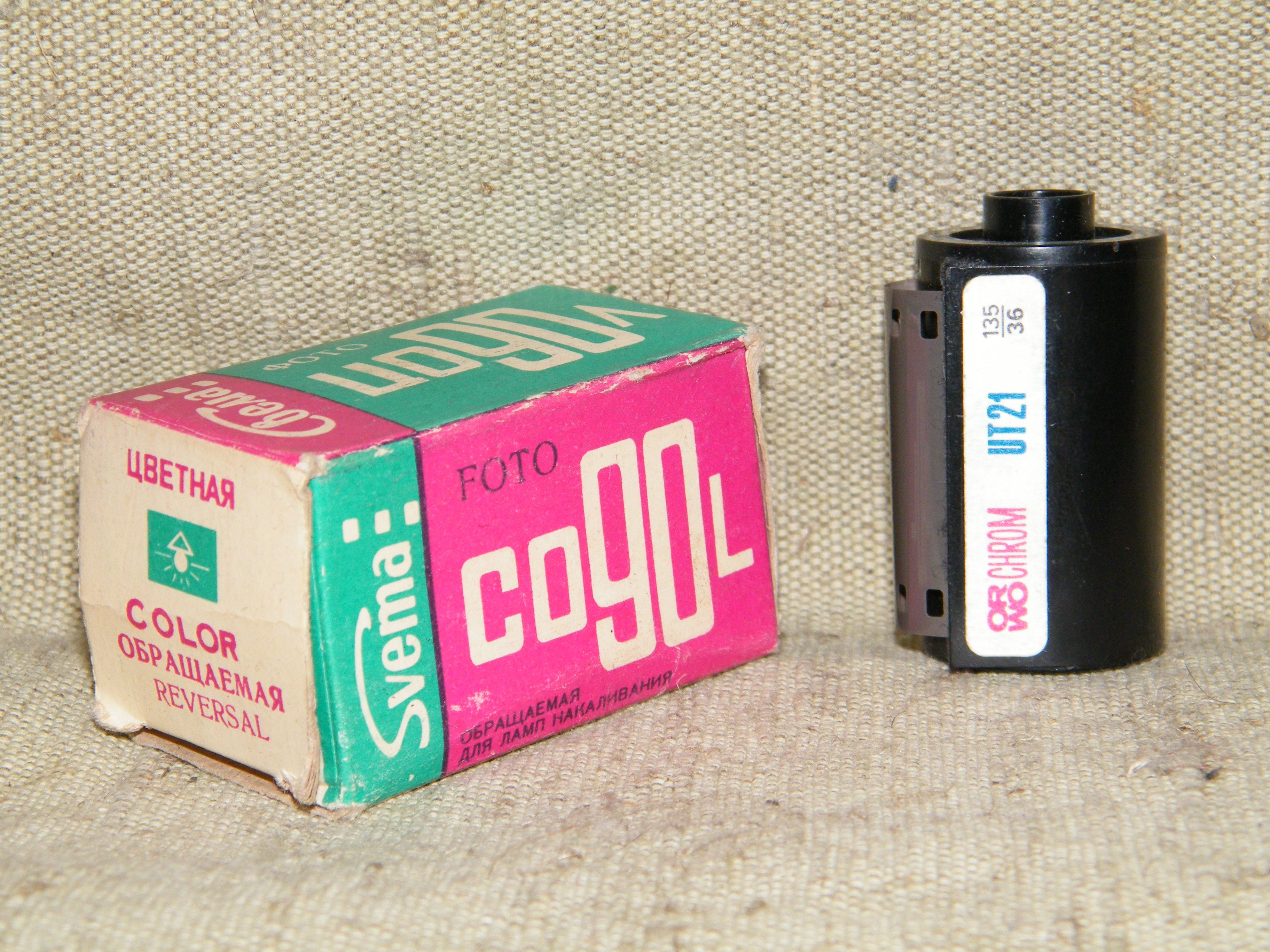
Цветная обращаемая фотоплёнка ЦО-90Л для ламп накаливания («Свема») и ORWOCHROM UT-21

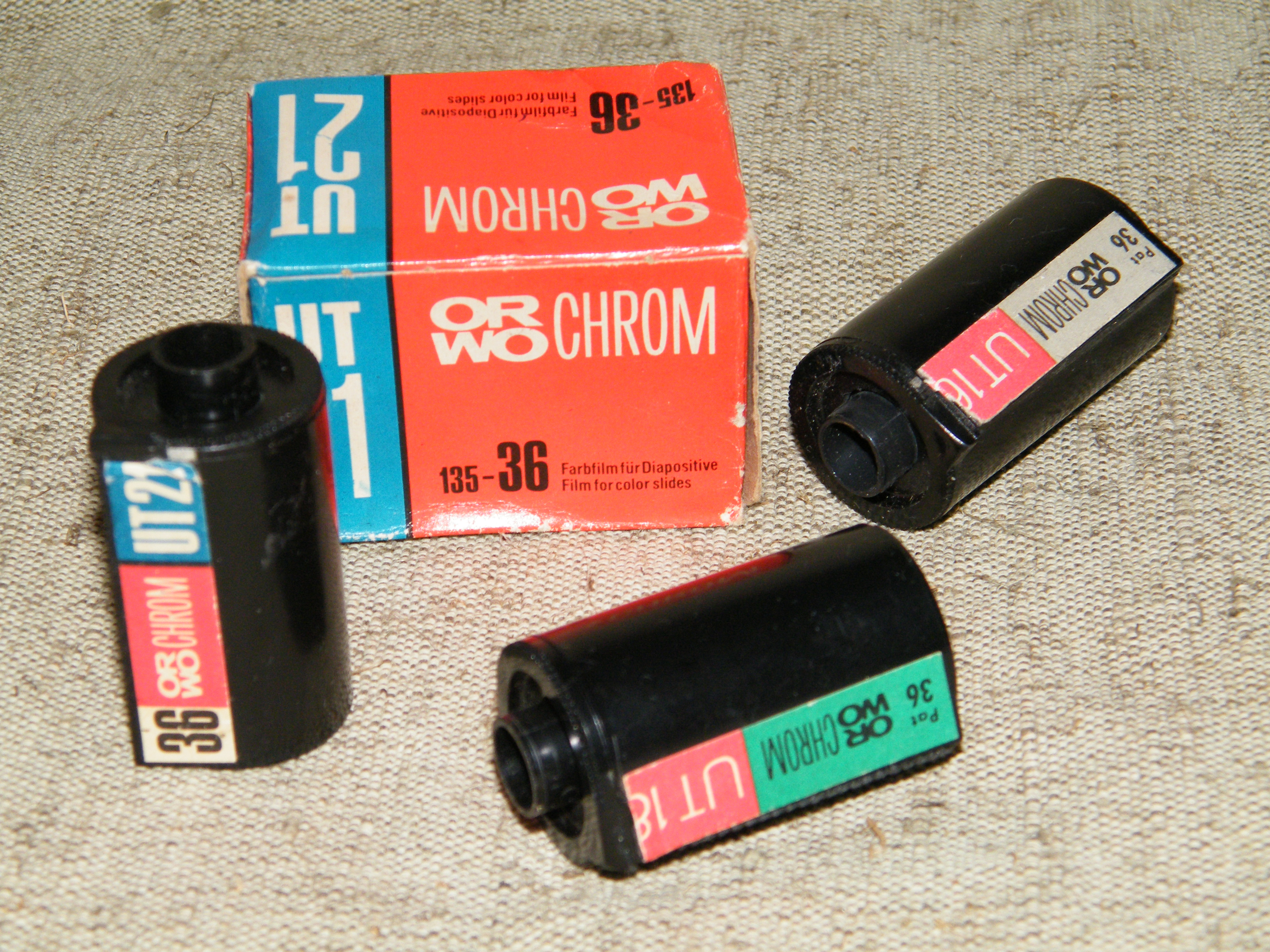
Цветная обращаемая фотоплёнка 135-36 ORWOCHROM UT-16, ORWOCHROM UT-18 и ORWOCHROM UT-21

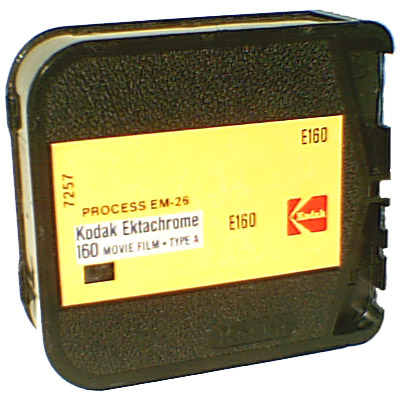
Кассета «Super-8» с цветной обращаемой киноплёнкой «Kodak Ektachrome 160»

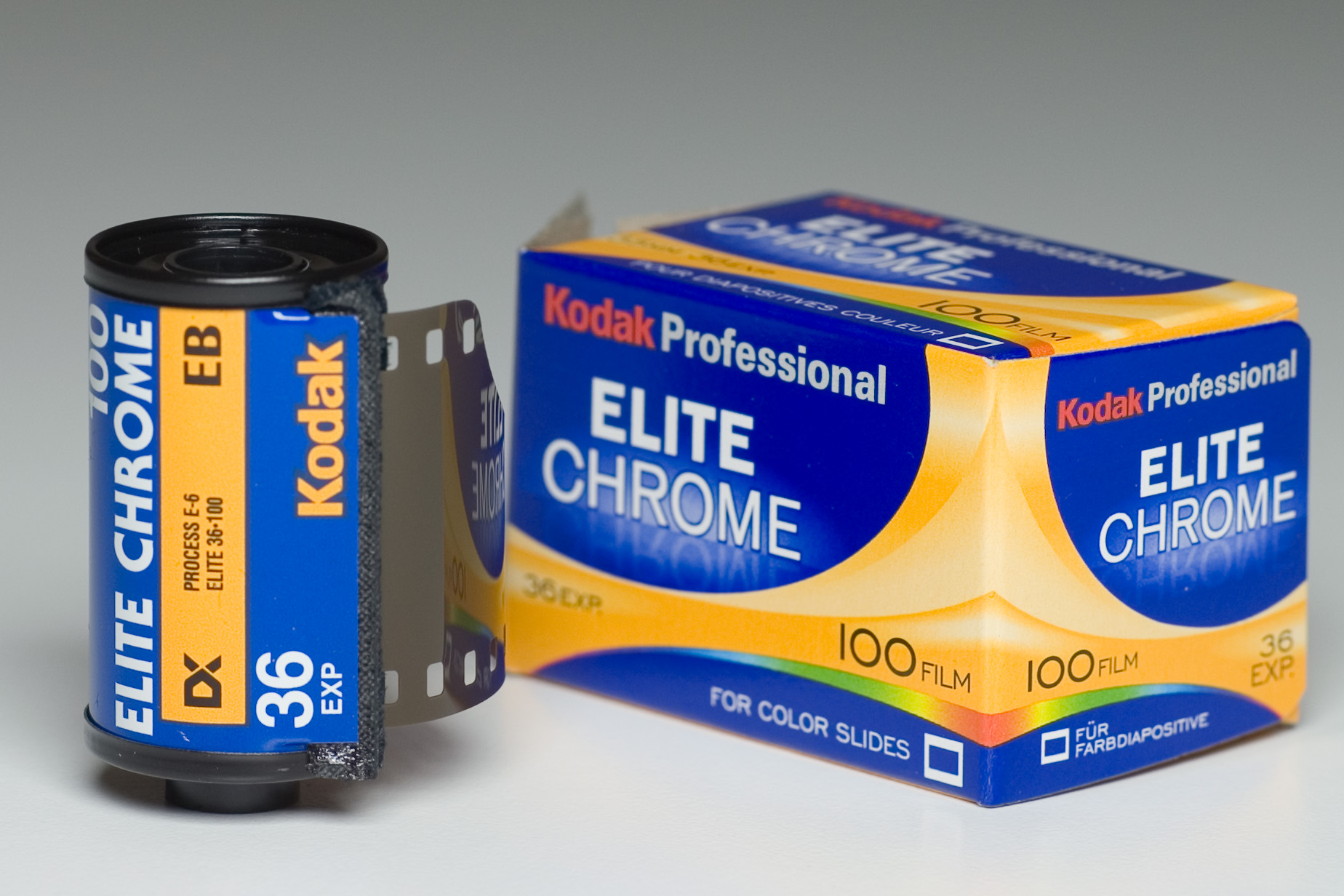
Цветная обращаемая фотоплёнка «Kodak Elite Chrome» 100 ед. ASA, обрабатывается по процессу Е-6

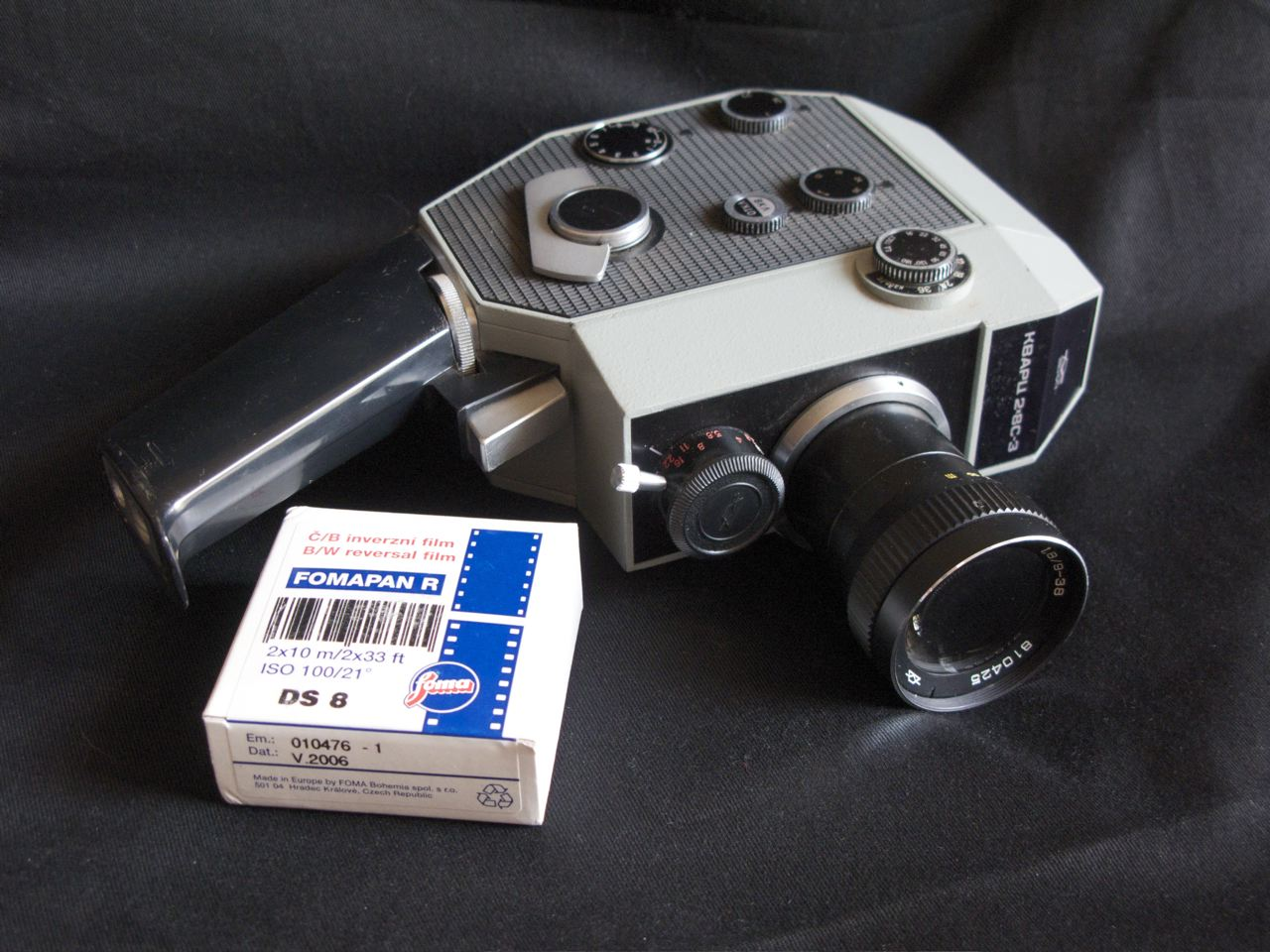
Чёрно-белая обращаемая киноплёнка Fomapan R и любительская кинокамера «Кварц-2×8С-3»

В СССР на предприятиях по выпуску фото- и киноматериалов «Свема» (г. Шостка) и «Тасма» (г. Казань) выпускались киноплёнки следующих форматов:
- 8-мм киноплёнка;
- киноплёнка 2×8-мм (на бобинах по 10 м);
- киноплёнка 8-мм «Супер» (в том числе и в одноразовых кассетах);
- киноплёнка 2×8-мм «Супер» (на бобинах по 10 м);
- 16-мм киноплёнка с односторонней или двухсторонней перфорацией;
  - обращаемые киноплёнки шириной 35-мм и 70-мм не выпускались;
  - для фотографов выпускалась 35-мм перфорированная фотоплёнка на 36 кадров размером 24×36 мм, а также плёнка типа «рольфильм».

Зарубежные производители выпускали аналогичный ассортимент форматов фотокинопленок, и кроме того, листовую обращаемую фотоплёнку размером до 8×10 дюймов для крупноформатных камер. Для изготовления фотоотпечатков со слайдов выпускалась обращаемая фотобумага.
В СССР выпускались различные сорта обращаемой киноплёнки, отличавшиеся по светочувствительности и цветовому балансу. Наиболее известными были любительские чёрно-белые плёнки ОЧ-45 светочувствительностью 45 ед. ГОСТ, ОЧ-90 90 ед. ГОСТ и ОЧ-180 180 ед. ГОСТ. Для телевидения выпускались профессиональные обращаемые киноплёнки ОЧТ-45, ОЧТ-180 и ОЧТ-В.
Для печати дубликатов с позитива, полученного на обращаемой киноплёнке, выпускалась ортохроматическая обращаемая плёнка ОЧТ-Н. За счёт низкой чувствительности в 3 ед. ГОСТ, она имела мелкое зерно и хорошо передавала детали оригинала.
Также выпускались цветные обращаемые плёнки ЦО-22Д, ЦО-32Д и ЦО-65. Для телевидения выпускались высокочувствительные сорта киноплёнок ЦО-Т-90Л, ЦО-Т-180Л для съёмки при лампах накаливания, а также ЦО-Т-22Д для дневного света.
После перехода с 1987 года на ГОСТ 10691-84 чёрно-белая обращаемая фотокиноплёнка стала именоваться ОЧ-50, ОЧ-100 и ОЧ-200 соответственно, освоен выпуск цветной обращаемой кинофотоплёнки ЦО-50Д.
Большую популярность у советских фотолюбителей имели цветные обращаемые фотоплёнки ORWOCHROM производства ГДР. Наибольшую известность имели сорта UT-18 и UT-23, наиболее массово поставлявшиеся в СССР. Эти плёнки обладали более стабильными характеристиками, чем советские и превосходили их по качеству цветопередачи.
В Чехословакии в 1980-е годы выпускались цветные обращаемые фотокиноплёнки FOMACHROM D-18 и FOMACHROM D-20 светочувствительностью 18 и 20 DIN (64 и 80 ед. ASA соответственно) и наборы для их обработки «FOMACHROM-SET» (фирма  Foma). Рецептура растворов и режим обработки чехословацких фотокиноплёнок незначительно отличался от советских и немецких.
В профессиональной фотожурналистике и издательском деле применялись импортные цветные обращаемые фотоплёнки западного производства, покупаемые централизованно за валюту и распределявшиеся через издательства. В отличие от фотоматериалов, выпускавшихся в странах советского блока, в таких плёнках использовались защищённые гидрофобные цветообразующие компоненты с DIR-соединениями и качество цветопередачи значительно превосходило советские аналоги, непригодные для профессиональной полиграфии. Приобрести такую плёнку можно было также на чёрном рынке по значительно завышенной цене. Самая известная обращаемая фотоплёнка конца 1980-х — Kodak Ektachrome 64.
Советским производителям так и не удалось наладить производство цветных фотоматериалов с гидрофобными цветообразующими компонентами, поэтому в 1990-е годы производство советских и восточногерманских цветных обращаемых кинофотоплёнок «ЦО» и «ORWOCHROM» прекращено, их вытеснили более современные плёнки, обрабатываемые по процессу E-6 — фирмы Eastman Kodak и других зарубежных фирм (Konica, Fujifilm, Agfa, Polaroid).

## Процесс образования позитивного изображения
Принцип получения позитивного изображения непосредственно на фотоматериале, на который производится съёмка, состоит в первоначальном получении в фотослое негативного изображения, которое затем отбеливается без растворения оставшегося галогенида серебра (фиксирования). Оставшийся галогенид засвечивается и также проявляется, образуя оптические плотности, обратные отбелённому негативному изображению, то есть — позитив. Отличие чёрно-белого обращаемого процесса от цветного состоит в том, что в чёрно-белом оба проявления — и первое, и второе — чёрно-белые. В цветном обращаемом процессе второе проявление — цветное. При первом проявлении цветообразующие компоненты не дают красителей. Проявляется только металлическое серебро, образуя чёрно-белое негативное изображение во всех слоях многослойной плёнки. Красители образуются только при втором — цветном проявлении. После растворения серебра в результате отбеливания, во всех слоях остаются только красители, образуя цветное позитивное изображение, соответствующее по цвету и распределению яркостей объекту съёмки.

## Стадии обработки
Для обработки отечественных обращаемых фотоматериалов и плёнок, выпускавшихся в странах СЭВ, применялась следующая последовательность процессов:
В результате экспонирования в светочувстительном слое, содержащем галогениды серебра, создаётся скрытое изображение

### Чёрно-белый обращаемый процесс
- Первое проявление — из экспонированных галогенидов серебра восстанавливается металлическое серебро, образуется негативное изображение;
- Отбеливание — растворяется металлическое серебро, полученное при первом проявлении, оставляя в эмульсии неэкспонированный галогенид серебра;
- Осветление — из эмульсионного слоя удаляются продукты взаимодействия отбеливающего раствора с металлическим серебром и остатки отбеливающего раствора;
- Засветка («обращение») — свет экспонирует оставшиеся в эмульсионном слое галогениды серебра;
- Второе проявление — из оставшегося галогенида серебра восстанавливается металлическое серебро, образующее позитивное изображение;
- Фиксирование — из эмульсии удаляются непроявленные остатки галогенида серебра;

| №  | Стадии обработки       | Продолжительность, мин.    | Температура растворов в ° C                                     |
| -- | ---------------------- | -------------------------- | --------------------------------------------------------------- |
| 1  | Первое проявление      | 6-12 (указано на упаковке) | 20±0,5                                                          |
| 2  | Промывка               | 10                         | 15±5                                                            |
| 3  | Отбеливание            | 7                          | 19±1                                                            |
| 4  | Вторая промывка        | 5                          | 15±5                                                            |
| 5  | Осветление             | 7                          | 19±1                                                            |
| 6  | Третья промывка        | 5                          | 15±5                                                            |
| 7  | Засветка               | 1-4                        | Облучение фотокиноплёнки светом электрической лампы накаливания |
| 8  | Второе проявление      | 6                          | 19±1                                                            |
| 9  | Четвёртая промывка     | 1                          | 15±5                                                            |
| 10 | Фиксирование           | 5                          | 17±2                                                            |
| 11 | Окончательная промывка | 20                         | 15±5                                                            |
| 12 | Сушка                  |                            |                                                                 |

### Цветной обращаемый процесс
- Чёрно-белое проявление — во всех слоях цветного многослойного материала из экспонированных при съёмке галогенидов серебра восстанавливается металлическое серебро, образуя чёрно-белое цветоделённое изображение;
- Стоп-ванна — процесс чёрно-белого проявления тормозится, позволяя начать экспонирование оставшегося в эмульсии галогенида серебра;
- Засветка («обращение») — неэкспонированные при съёмке галогениды серебра во всех слоях экспонируются светом ламп накаливания;
- Цветное проявление — из непроявленных при чёрно-белом проявлении галогенидов серебра восстанавливается металлическое серебро, одновременно образуя во всех слоях соответствующие красители. В результате получается цветное позитивное изображение, состоящее из красителей и полностью восстанавливается все металлическое серебро в фотослое;
- Промывка — длительная промывка, удаляющая из эмульсии остатки цветного проявителя и продукты его окисления;
- Отбеливание — растворение всего проявленного металлического серебра;
- Фиксирование — удаление из эмульсии непроявленных остатков галогенидов серебра;

| №  | Стадии обработки       | Продолжительность, мин.    | Температура растворов в ° C                                     |
| -- | ---------------------- | -------------------------- | --------------------------------------------------------------- |
| 1  | Чёрно-белое проявление | 7-11 (указано на упаковке) | 25±0,3                                                          |
| 2  | Промывка               | 2                          | 15±3                                                            |
| 3  | Останавливающая ванна  | 2-3                        | 20±1                                                            |
| 4  | Вторая промывка        | 5                          | 15±3                                                            |
| 5  | Засветка               | 2-3                        | Облучение фотокиноплёнки светом электрической лампы накаливания |
| 6  | Цветное проявление     | 8-12 (указано на упаковке) | 25±0,3                                                          |
| 7  | Третья промывка        | 20                         | 15±3                                                            |
| 8  | Отбеливание            | 5                          | 20±1                                                            |
| 9  | Четвёртая промывка     | 5                          | 15±3                                                            |
| 10 | Фиксирование           | 5                          | 20±1                                                            |
| 11 | Окончательная промывка | 15                         | 15±3                                                            |
| 12 | Сушка                  |                            |                                                                 |

| №  | Стадии обработки       | Продолжительность, мин. | Температура растворов в ° C                                     |
| -- | ---------------------- | ----------------------- | --------------------------------------------------------------- |
| 1  | Чёрно-белое проявление | 19                      | 20±0,25                                                         |
| 2  | Промывка               | 0,25                    | 14-20                                                           |
| 3  | Останавливающая ванна  | 3                       | 18-20                                                           |
| 4  | Вторая промывка        | 10                      | 14-20                                                           |
| 5  | Засветка               | 3                       | Облучение фотокиноплёнки светом электрической лампы накаливания |
| 6  | Цветное проявление     | 14                      | 20±0,25                                                         |
| 7  | Третья промывка        | 20                      | 14-20                                                           |
| 8  | Отбеливание            | 8                       | 18-20                                                           |
| 9  | Четвёртая промывка     | 5                       | 14-20                                                           |
| 10 | Фиксирование           | 5                       | 18-20                                                           |
| 11 | Окончательная промывка | 15                      | 14-20                                                           |
| 12 | Сушка                  |                         |                                                                 |

Как чёрно-белый, так и цветной обращаемые процессы занимали по времени значительно больше негативного и позитивного — как правило, более часа. Они требовали повышенной тщательности соблюдения температурных режимов и длительности каждой стадии. Однако, более высокое качество изображения и исключение процесса печати делали обращаемый процесс во многих случаях предпочтительным. Наибольшей точности для чёрно-белых и цветных плёнок требовал процесс первого проявления, от которого зависит оптическая плотность и цветопередача получаемого позитива. Второе проявление, как правило, влияло на получаемое изображения в значительно меньшей степени, поскольку восстанавливало только оставшееся в слое серебро и образовывало краситель. Описанные процессы применялись для обработки советских и восточногерманских обращаемых фотоматериалов и могли незначительно отличаться от процессов обработки западных плёнок, обрабатываемых по процессу E-6.

## Рецептура растворов
Первый чёрно-белый проявитель в цветном и чёрно-белом процессах, как правило, соответствовал по рецептуре чёрно-белым метол-гидрохиноновым негативным проявителям. Второй чёрно-белый проявитель соответствовал позитивному проявителю для фотобумаги, обеспечивая контрастное мелкозернистое изображение. В качестве отбеливающего вещества при чёрно-белом обращаемом процессе использовался двухромовокислый калий, в отличие от цветного процесса, использовавшего железосинеродистый калий.
Для обработки советских чёрно-белых обращаемых фотокиноплёнок в домашних условиях в розничную продажу поступали наборы химикатов (расфасованные реактивы с инструкцией по растворению).
Для обработки советских цветных обращаемых кинофотоплёнок продавались наборы химикатов «ЦО» и модифицированные наборы «ЦОК», «ЦОК-2». Для обработки цветных обращаемых кинофотоплёнок фирмы ORWO в продажу поступали «фирменные» наборы «Диахром», полностью совместимые с советскими плёнками «ЦО» (и наоборот). В СССР в продаже были наборы венгерского производства, предназначенные для цветных обращаемых фотокиноплёнок «ORWOCHROM» и «ЦО». Не рекомендовалось в одном двухспиральном бачке совместно обрабатывать плёнку «ЦО» и «ORWOCHROM» — продолжительность некоторых стадий немного отличалась.
Первый проявляющий раствор
- Метол 2,0 г
- Гидрохинон 14,0 г
- Сульфит натрия безводный 25,0 г
- Бромистый калий 2,0 г
- Углекислый калий (поташ) 40,0 г
- Сульфат натрия безводный 10,0 г
- Едкий натрий 2,0 г
- Роданистый калий 2,5 г
- Вода до 1 литра

Отбеливающий раствор
- Двухромовокислый калий (хромпик) 5,0 г
- Серная кислота уд. вес 1,84 5 мл.
- Вода до 1 литра

Осветляющий раствор
- Сульфит натрия безводный 50,0 г
- Вода до 1 литра

Второй проявляющий раствор
- Метол 5,0 г
- Гидрохинон 6,0 г
- Сульфит натрия безводный 40,0 г
- Углекислый калий (поташ) 40,0 г
- Бромистый калий 2,0 г
- Вода до 1 литра

Фиксирующий раствор
- Тиосульфат натрия кристаллический 200,0 г
- Метабисульфит калия 40,0 г
- Вода до 1 литра

Чёрно-белый проявляющий раствор
- Двунатриевая соль этилендиаминтетрауксусной кислоты 2,0 г
- Натрий тетраборнокислый (бура) 15,0 г
- Сульфит натрия безводный 40,0 г
- Гидрохинон 4,5 г
- Фенидон 0,25 г
- Углекислый калий (поташ) 20,0 г
- Бромистый калий 2,0 г
- Роданистый калий 2,5 г
- Иодид калия 0,01 г
- Вода до 1 литра

Останавливающий раствор
- Ацетат натрия 15,0 г
- Уксусная кислота 80 % - 25 мл.
- Вода до 1 литра

или
- Квасцы алюмокалиевые 20,0 г
- Вода до 1 литра

Цветной проявляющий раствор
- Двунатриевая соль этилендиаминтетрауксусной кислоты 2,0 г
- Гидроксиламин сернокислый 1,2 г
- Парааминодиэтиланилинсульфат 4,0 г
- Углекислый калий (поташ) 75,0 г
- Сульфит натрия безводный 2,0 г
- Бромистый калий 2,0 г
- Вода до 1 литра

Отбеливающий раствор
- Калий железосинеродистый 100,0 г
- Бромистый калий 35,0 г
- Калий фосфорнокислый однозамещённый 5,8 г
- Натрий фосфорнокислый двузамещённый 4,3 г
- Вода до 1 литра

Фиксирующий раствор
- Тиосульфат натрия кристаллический 160,0 г
- Сульфат аммония 80,0 г
- Вода до 1 литра

Чёрно-белый проявляющий раствор
- Двунатриевая соль этилендиаминтетрауксусной кислоты 2,0 г
- Метол 3,0 г
- Сульфит натрия безводный 50,0 г
- Гидрохинон 6,0 г
- Углекислый калий (поташ) 40,0 г
- Бромистый калий 2,0 г
- Роданистый калий 2,5 г
- Иодид калия 1 % раствор 6,0 мл
- Вода до 1 литра

Останавливающий раствор
- Квасцы алюмокалиевые 20,0 г
- Вода до 1 литра

Цветной проявляющий раствор
- Двунатриевая соль этилендиаминтетрауксусной кислоты 2,0 г
- Гидроксиламин сернокислый 1,2 г
- Парааминодиэтиланилинсульфат 5,0 г
- Углекислый калий (поташ) 75,0 г
- Сульфит натрия безводный 5,0 г
- Бромистый калий 2,0 г
- Вода до 1 литра

Отбеливающий раствор
- Калий железосинеродистый 100,0 г
- Бромистый калий 25,0 г
- Калий фосфорнокислый однозамещённый 12,0 г
- Уксусная кислота 80 % 25,0 мл
- Вода до 1 литра

Фиксирующий раствор
- Тиосульфат натрия кристаллический 200,0 г
- Вода до 1 литра